# Centre littéraire des constructivistes
Le Centre littéraire des constructivistes, ou Groupe LTsK (en russe : Литературный центр конструктивистов, Группа ЛЦК) est un groupe littéraire soviétique, surtout composé de poètes, qui a été actif dans les années 1920. Il a été fondé par Ilia Selvinski, Korneli Zelinski (ru) et Alekseï Tchitcherine (ru) en 1924, dans le prolongement du constructivisme russe apparu au début 1922. Il s'est dissous en décembre 1930.

## Historique et credo esthétique
Le nom du groupe remonte aux courants constructivistes apparus au début des années 1920 dans les beaux-arts et en architecture. Les partisans du constructivisme considèrent le marxisme rationaliste comme une orientation pertinente en littérature. Défendant le primat de la technique dans la vie contemporaine, les constructivistes estiment que l'œuvre d'art doit répondre à toutes les exigences des techniques de construction, avec une utilisation fonctionnelle maximale de chacun de ses éléments.
En 1924, un nouveau manifeste constructiviste est formulé, et le groupe LTsK est créé,.
Son credo littéraire comprend quatre principes :
- dominance sémantique et exploitation maximale du thème central ;
- augmentation de la charge sémantique à l'unité de matériel littéraire (densification) ;
- sémantisation locale, incluant la subordination des images, des métaphores et des rimes au principal thème de l'œuvre ;
- introduction dans la poésie du narratif et plus généralement des procédés de la prose.

Courant 1930, le Centre se dissout, pour intégrer la Fédération des unions d'écrivains soviétiques. Au sein de celle-ci, il subsiste provisoirement sous la forme d'une brigade littéraire M. I. (Литературной бригады М. I.). Elle-même se dissout en décembre 1930.

## Membres
- Ilia Selvinski, — président
- Korneli Zelinski (ru) théoricien et auteur du manifeste
- Alekseï Tchitcherine (ru) (jusqu'en avril 1924)
- Véra Inber (à partir de 1924)
- Evgueni Gabrilovitch (à partir de 1924)
- Boris Agapov (ru) (à partir de 1924)
- Dir Toumanny (Nikolaï Panov (ru)) (à partir de 1924)
- Ivan Aksionov (ru) (à partir de 1924)
- Vladimir Lougovskoï (1925)
- Nikolaï Adouev (ru) (1925)
- Aleksandr Kviatkovski (1925)
- Grigori Gauzner (ru) (1925)
- Edouard Bagritski (1927)
- Valentin Asmous (ru) (1928)
- Nikolaï Ognev (1928)
- Nikolaï Ouchakov (ru) (1928)
- Aleksandr Narkevitch (ru) (secrétaire littéraire)

Boris Lanine (ru) a également participé au Centre.

## Les konstromoltsev
En 1928 Ilia Selvinski devient rédacteur en chef de la revue Étudiants rouges  («Красное студенчество»), auprès de laquelle s'était constitué un groupe littéraire. Préoccupé par l'absence de jeunes parmi les constructivistes, il choisit dans ce groupe les cinq poètes selon lui les plus talentueux, qui reçoivent ensuite le surnom de « konstromoltsev » («констромольцев»), c'est-à-dire les jeunes constructivistes. Ils sont rejoints plus tard par d'autres poètes. En font partie :
- Leonid Lavrov ;
- Boris Ouralski ;
- Vassili Tsvelev ;
- Konstantin Mitreïki ;
- Nicolaï Assanov ;
- Ivan Pribloudny (ru).

## Recueils
- (ru) Мена всех [« Tout en troc »], Moscou,‎ 1924 Couverture du recueil ;
- (ru) Госплан литературы [« Plan d'État de la littérature »], Moscou-Leningrad, Круг,‎ 1925 ;
- (ru) Бизнес [« Bizness »], Moscou, Госиздат,‎ 1929.